# Kulturverein Zehntscheuer
Der Kulturverein Zehntscheuer in Rottenburg am Neckar wurde 1983 als eingetragener Verein gegründet. Er hat 530 Mitglieder (Stand 7. Dezember 2019). Erster Vorsitzender ist Karl Friedrich Baur.

## Ziele und Aufgaben
Zielsetzung des Vereins ist die Förderung des kulturellen Lebens in Rottenburg in den Bereichen Musik, bildende Kunst, Literatur und Theater.
Schwerpunkte sind unter anderem Ausstellungen zeitgenössischer Künstler, Ausstellungen mit ethnologischem Hintergrund, Fotoausstellungen sowie Ausstellungen mit regionalen Künstlern und Themenschwerpunkten. Es fanden Bildhauersymposien und Kunstinstallationen im öffentlichen Raum sowie ebenfalls Kunstauktionen für karitative Zwecke zugunsten von Projekten in der dritten Welt statt.
Seit 1983 veranstaltet der Verein Konzerte mit klassischer Musik, zeitgenössischer Musik und Jazzmusik mit international renommierten Künstlern, u. a. im Rahmen der „Rottenburger Konzerte“ und in Form von Open-Air-Konzerten. Eine Kooperation mit dem Südwestrundfunk ist der seit 1986 jährlich durchgeführte „Tag für Neue Musik“.
Zudem organisiert der Verein u. a. Vorträge und Podiumsdiskussionen zu politischen, umweltpolitischen und gesellschaftlichen Themen.

## Künstler (Auswahl)

### Ausstellungen
Fotografie
Edward Curtis, Ferenc Berko, Robert Lebeck, Bruce Chatwin, Lee Miller, Margaret Courtney-Clarke, Andreas Feininger
Ethnologische Ausstellungen
Benin – Kunst einer Königskultur, Hopi und Kachina, Genisa, Kunst des Buddhismus, Äthiopien – Kunst und Geschichte eines Landes
Zeitgenössische Kunst
Alberto Giacometti, Horst Janssen, Paul Kleinschmid, Alfred Hrdlicka, Rudolf Schlichter, Le Corbusier, Roy Lichtenstein, Edward Kienholz, Arnulf Rainer, Emil Schumacher, Fabrizio Plessi

### Klassische Konzerte
Bernd Glemser, Midori, Carolin Widmann, Maria Kliegel, Ewa Kupiec, Helmut Lachenmann, Jan Vogler,  Philharmonia Quartett Berlin, Bartók Quartett, Gewandhaus-Quartett,  Raschèr Saxophone Quartet, Juilliard String Quartet, Borodin-Quartett, Kuss Quartett, Vermer Quartett, American String Quartet

### Jazzkonzerte
Joe Henderson, David Liebman, Charles Lloyd, Tom Harrell,  Renaud Garcia-Fons, Joachim Kühn Charles Lloyd Quartet, SWR Big Band, Hr-Bigband, John Abercrombie/Marc-Copland-Quartet, Jim Snidero Quartet, Vanguard Jazz Orchestra, Peter Herbolzheimer Rhythm Combination & Brass, Rainer Tempel Quintett, Bobby Burgess Bigband Explosion, Johnny Griffin Quartet, Richard Galliano Septet, Florian Ross Quintett, Jim McNeely Tentet, Bob Brookmeyer New Art Orchestra.